# Val Trompia
Das Val Trompia ist ein Tal in Norditalien, das vom Passo del Maniva bis in die Po-Ebene bei Brescia verläuft. Es hat eine Länge von 50 km und wird von der Mella durchflossen. Das Val Trompia ist eines der drei Haupttäler der Provinz Brescia, die beiden anderen sind das Valcamonica und das Val Sabbia.
Das Tal weist keine Spuren von Landschaftsformung durch Gletscher auf. Es besitzt in den höheren Talregionen Erzgänge, die auf eine rege Bergbautätigkeit seit der Antike hinweisen. Die seit dieser Zeit vorhandene Eisenwaffen-Produktion brachte den Talbewohnern während der venezianischen Herrschaft eine weitgehende Autonomie und ermäßigte Besteuerung.
Der Name des Tales steht im Zusammenhang mit dem antiken Volksstamm der Trumpiliner, deren Name auf dem Tropaeum Alpium, erbaut im heutigen La Turbie zur Verherrlichung der augusteischen Alpenfeldzügen, unter den besiegten Alpenvölkern genannt wird.

## Gemeinden im Val Trompia
Zusammengeschlossen in der Comunità montana della valle Trompia
- Bovegno
- Concesio
- Collebeato
- Collio
- Gardone Val Trompia
- Lodrino
- Marcheno
- Marmentino
- Sarezzo
- Tavernole sul Mella
- Villa Carcina